# الجامعة النرويجية الداخلية للعلوم التطبيقية
الجامعة النرويجية الداخلية للعلوم التطبيقية (بالنرويجية: Høgskolen i Innlandet واختصاراً INN University) هي جامعة حكومية في النرويج، تأسست في عام 2017 بدمج الكليتين الجامعيتين في هيدمارك وليلهامر.
يتوزع الحرم الجامعي على ست مدن مختلفة هي بلاستاد، إلفيروم، إيفنساد، هامار، ليلهامر، رينا. وبها ست كليات منتشرة في هذه المواقع تضم ما يقرب من 13000 طالب و950 موظفاً.

## برامج التعليم
تقدم الجامعة 35 برنامجاً دراسياً لمدة عام و52 برنامجاً للحصول على درجة البكالوريوس، يتم تدريس العديد منها باللغة الإنجليزية. وهناك أيضاً 31 برنامج ماجستير وأربعة للدكتوراه (بالإضافة إلى خامس بالتعاون مع الجامعة النرويجية للعلوم والتكنولوجيا).
تشمل مجالات التدريس والبحث الرئيسية علم البيئة والعلوم الزراعية، وعلم النفس، والرياضة، والقانون، والموسيقى، والعلوم الصحية، والعلوم الاجتماعية، وتدريب المعلمين، واللغة والأدب، والتكنولوجيا الحيوية، والسينما، والتلفزيون، والثقافة، والسياحة، وعلوم الرسوم المتحركة والألعاب، والاقتصاد والقيادة والابتكار.

## روابط خارجية
- الجامعة النرويجية الداخلية للعلوم التطبيقية (الصفحة الرئيسية)